# ワナビー (曲)
「ワナビー」（Wannabe）は、イギリスのガール・グループ「スパイス・ガールズ」のデビューシングル。この曲は1996年11月に発売されたグループのデビューアルバム『スパイス』の為にスパイス・ガールズのメンバー全員とマット・ロウ、リチャード・スタッナードによって書かれ、ロウとスタッナードによってプロデュースされた。出来上がったデモはレーベルから控えめだと判断され、デーブ・ウェイによってミックスされたが、グループはその結果に満足せず、スパイク・ステントが再び録音した。
「ワナビー」は、アップテンポのダンスポップソングであり、メラニー・ブラウンとジェリ・ハリウェルのラップを特徴とする。異性愛者の絆を超えた女性の友情の価値を扱う歌詞は、女性のエンパワーメントとグループのガールパワー哲学を最も象徴するものとなった。1997年のアイヴァー・ノヴェロ賞とブリット・アワードの最優秀シングル賞を受賞した。
「ワナビー」はグループを世間に知らしめるのに大きな力となり、ヨハン・カミッツ監督によるミュージック・ビデオは、イギリスのケーブルネットワークであるThe Boxで放映され、それによって世間からのグループに対する関心が高まった。その後、この曲はイギリス全体のラジオで集中的にオンエアされ、グループはテレビ番組でのパフォーマンスや10代向け雑誌のインタビューや写真撮影を開始した。
グループへの世間の関心が高まりによって、ヴァージン・レコードは1996年7月にアルバム『スパイス』の発売予定日よりもずっと前にこの曲をシングルとして発表した。「ワナビー」は7週連続で全英シングルチャートの首位を獲得し、英国レコード産業協会よりダブルプラチナに認定された。1997年1月にはアメリカ合衆国で発売され、Billboard Hot 100で4週連続首位を獲得。1996年末までに22か国、1997年3月までにその数字は37か国まで伸びた。「ワナビー」は、イギリスで1,380,000枚（2015年まで）、アメリカで2,910,000枚（2014年まで）を販売し、最も売れた女性グループのシングルとなった 。1997年末までに世界中で700万枚を超える売上を記録した。2014年には、過去60年間で認知されたポップソングと評価された。

## パフォーマンス
「ワナビー」は1990年代に最も人気のあった曲といえる。37カ国でチャート1位を獲得し、世界中で600万枚を売り上げた。歴史上、女性グループで一番多く売り上げた曲でもある。1996年7月8日にイギリスで発売すると1週目はチャート3位だったが、7週目には1位を獲得した。26週間、UKチャート40位以内をキープするなどイギリスでの「ワナビー」のインパクトはとてつもなく大きく、2ndシングル「セイ・ユール・ビー・ゼア」、3rdシングル「トゥー・ビカム・ワン」がイギリスで発売されたころ、オーストラリア（11週間1位）、カナダ（5週間1位）ではまだ「ワナビー」がその国のチャート1位を記録していた。4thシングル「フー・ドゥ・ユー・シンク・ユー・アー/ママ」がUKチャート1位を獲得した頃、アメリカではまだ「ワナビー」がビルボードチャート1位を記録し、ホット・エアプレイ100（ラジオでの放送回数）、ホット100シングルセールスでも1位を記録していた。
この曲はライブでは常に歌われる。たいてい、メンバーのメラニー・ブラウンが曲の前に紹介をし、曲の途中ではメラニー・チズムがアクロバティックをする。また、ジェリ・ハリウェルが脱退してからはメンバーが分担して彼女のパートを歌った。
2012年8月12日、ロンドンオリンピックの閉会式にスパイス・ガールズが登場した際には、ロンドンタクシーにメンバーが乗車する形でこの曲が歌唱された。

## チャート
| チャート (1996–1997年)                   | 最高位 |
| ---------------------------------------- | ------ |
| オーストラリア (ARIA)                    | 1      |
| オーストリア (Ö3 Austria Top 40)         | 2      |
| ベルギー (Ultratop 50 Flanders)          | 1      |
| ベルギー (Ultratop 50 Wallonia)          | 1      |
| カナダ トップシングルス (RPM)            | 9      |
| カナダ ダンス/アーバン (RPM)             | 1      |
| チェコ (IFPI CZ)                         | 2      |
| デンマーク (Tracklisten)                 | 1      |
| ヨーロッパ (European Hot 100 Singles)    | 1      |
| フィンランド (Suomen virallinen lista)   | 1      |
| フランス (SNEP)                          | 1      |
| ドイツ (GfK Entertainment charts)        | 1      |
| 香港 (IFPI Hong Kong Group)              | 1      |
| ハンガリー (Mahasz)                      | 1      |
| アイスランド (Íslenski Listinn Topp 40)  | 9      |
| アイルランド (IFPI Ireland)              | 1      |
| イスラエル (IFPI)                        | 1      |
| イタリア (FIMI)                          | 3      |
| 日本 (オリコン)                          | 2      |
| オランダ (Dutch Top 40)                  | 1      |
| オランダ (Single Top 100)                | 1      |
| ニュージーランド (Recorded Music NZ)     | 1      |
| ノルウェー (VG-lista)                    | 1      |
| スコットランド (Official Charts Company) | 1      |
| スペイン (AFYVE)                         | 1      |
| スウェーデン (Sverigetopplistan)         | 1      |
| スイス (Schweizer Hitparade)             | 1      |
| 台湾 (IFPI)                              | 10     |
| UK シングルス (OCC)                      | 1      |
| US Billboard Hot 100                     | 1      |
| US Adult Top 40 (Billboard)              | 27     |
| US Latin Pop Songs (Billboard)           | 9      |
| US Pop Airplay (Billboard)               | 4      |
| US Rhythmic (Billboard)                  | 1      |
| ジンバブエ (ZIMA)                        | 1      |

| チャート (2008年)               | 最高位 |
| ------------------------------- | ------ |
| US Dance Club Songs (Billboard) | 15     |

| チャート (2012年)    | 最高位 |
| -------------------- | ------ |
| 日本 (Japan Hot 100) | 73     |

| チャート (1996年)                       | 順位 |
| --------------------------------------- | ---- |
| オーストラリア (ARIA)                   | 5    |
| オーストリア (Ö3 Austria Top 40)        | 19   |
| ベルギー (Ultratop 50 Flanders)         | 12   |
| ベルギー (Ultratop 50 Wallonia)         | 11   |
| ヨーロッパ (Eurochart Hot 100)          | 6    |
| フランス (SNEP)                         | 6    |
| ドイツ (Media Control Charts)           | 10   |
| アイスランド (Íslenski Listinn Topp 40) | 63   |
| オランダ (Dutch Top 40)                 | 10   |
| オランダ (Mega Single Top 100)          | 11   |
| ニュージーランド (Recorded Music NZ)    | 15   |
| スウェーデン (Sverigetopplistan)        | 10   |
| スイス (Schweizer Hitparade)            | 18   |
| イギリス (OCC)                          | 2    |

| チャート (1997年)            | 順位 |
| ---------------------------- | ---- |
| オーストラリア (ARIA)        | 61   |
| カナダ (RPM)                 | 68   |
| カナダ ダンス/アーバン (RPM) | 1    |
| 全米 Billboard Hot 100       | 10   |

| チャート (1990–1999年) | 順位 |
| ---------------------- | ---- |
| 全米 Billboard Hot 100 | 35   |

| チャート       | 順位 |
| -------------- | ---- |
| イギリス (OCC) | 40   |

UKでの売り上げ : 126万9841枚
世界でのトータルの売り上げ約600万枚

## カバーおよび映画内での使用
- µ-Ziq

『ルナティック・ハーネス』（1997年）に収録
- アル・ヤンコビック

ポルカ・メドレー「Polka Power!」内で使用、アルバム 『Running with Scissors』（1999年）に収録された
- ゼブラヘッド

『Waste of MFZB』（2004年）に収録。また、パンクアレンジはHeideroosjesも行っており、こちらはした『Schizo』（1999年）に収録された。
- ジョーン・キューザックとスティーヴ・ザーン

2005年のディズニー映画『チキン・リトル』のサウンドトラックに収録。
- HACO[74]

1997年に日本語でカバー。
- 南波志帆

カバーアルバム『"Choice" by 南波志帆』（2012年）に収録。
- オービタル

楽曲「スパイシー ("Spicy"）」で本曲をはじめとするスパイス・ガールズの楽曲を使用。メラニーCはオービタルとの繋がりについて「私たちがショーディッチにあるストロングルームというスタジオでレコーディングや曲作りしていた時、隣がオービタルだった。私たちは共有スペースで一緒にお茶を吞んだりしていたの」とグラストンベリー・フェスティバルでのコラボの際に明かした。